# Blue Swords

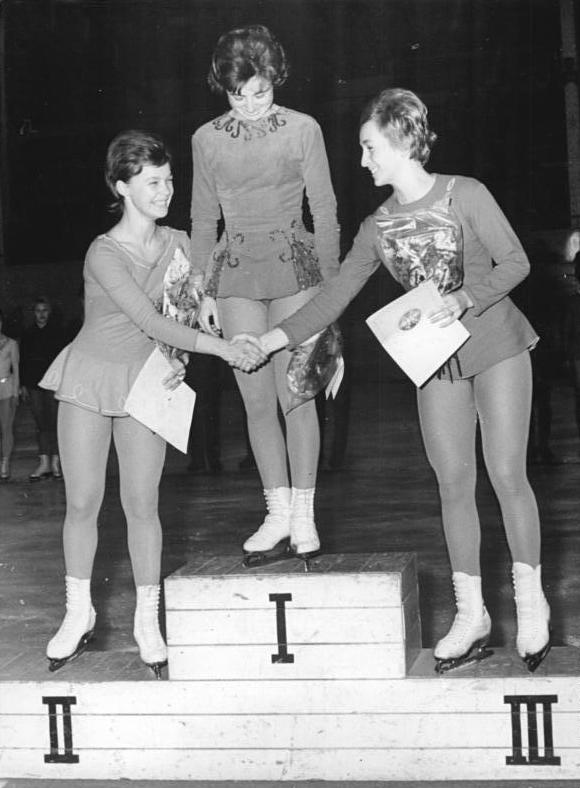
Imagem do arquivo federal alemão, Bild 183-A1118-0002-002, com Gabriele Seyfert, Eva Grozajova e Heidi Steiner.

Blue Swords (em alemão:  Pokal der Blauen Schwerter) é uma competição internacional de patinação artística no gelo de nível júnior. A competição foi disputada inicialmente no nível sênior até 1984, a partir de 1985 passou a ser disputado com patinadores do nível júnior. O Blue Swords foi diputado anualmente até 1998. Desde 1997 a competição só é disputada quando faz parte do Grand Prix Júnior.

## Edições
| Ano  | Edição               | Cidade sede          | Sênior               | Sênior               | Sênior               | Sênior               | Júnior               | Júnior               | Júnior               | Júnior               | Ref                  |
| Ano  | Edição               | Cidade sede          | M                    | F                    | P                    | D                    | M                    | F                    | P                    | D                    | Ref                  |
| ---- | -------------------- | -------------------- | -------------------- | -------------------- | -------------------- | -------------------- | -------------------- | -------------------- | -------------------- | -------------------- | -------------------- |
| 1961 | 1.ª                  |                      | •                    | •                    | •                    | •                    | –                    | –                    | –                    | –                    | [ 1 ]                |
| 1962 | 2.ª                  |                      | •                    | •                    | •                    | •                    | –                    | –                    | –                    | –                    | [ 1 ]                |
| 1963 | 3.ª                  |                      | •                    | •                    | •                    | •                    | –                    | –                    | –                    | –                    | [ 1 ]                |
| 1964 | 4.ª                  |                      | •                    | •                    | •                    | •                    | –                    | –                    | –                    | –                    | [ 1 ]                |
| 1965 | 5.ª                  |                      | •                    | •                    | •                    | •                    | –                    | –                    | –                    | –                    | [ 1 ]                |
| 1966 | 6.ª                  |                      | •                    | •                    | •                    | •                    | –                    | –                    | –                    | –                    | [ 1 ]                |
| 1967 | 7.ª                  |                      | •                    | •                    | •                    | •                    | –                    | –                    | –                    | –                    | [ 1 ]                |
| 1968 | 8.ª                  |                      | •                    | •                    | •                    | •                    | –                    | –                    | –                    | –                    | [ 1 ]                |
| 1969 | 9.ª                  |                      | •                    | •                    | •                    | •                    | –                    | –                    | –                    | –                    | [ 1 ]                |
| 1970 | 10.ª                 |                      | •                    | •                    | •                    | –                    | –                    | –                    | –                    | –                    | [ 1 ]                |
| 1971 | 11.ª                 |                      | •                    | •                    | •                    | –                    | –                    | –                    | –                    | –                    | [ 1 ]                |
| 1972 | 12.ª                 |                      | •                    | •                    | •                    | –                    | –                    | –                    | –                    | –                    | [ 1 ]                |
| 1973 | 13.ª                 |                      | •                    | •                    | •                    | –                    | –                    | –                    | –                    | –                    | [ 1 ]                |
| 1974 | 14.ª                 |                      | •                    | •                    | •                    | –                    | –                    | –                    | –                    | –                    | [ 1 ]                |
| 1975 | 15.ª                 |                      | •                    | •                    | •                    | –                    | –                    | –                    | –                    | –                    | [ 1 ]                |
| 1976 | 16.ª                 |                      | •                    | •                    | •                    | –                    | –                    | –                    | –                    | –                    | [ 1 ]                |
| 1977 | 17.ª                 |                      | •                    | •                    | •                    | –                    | –                    | –                    | –                    | –                    | [ 1 ]                |
| 1978 | 18.ª                 |                      | •                    | •                    | •                    | –                    | –                    | –                    | –                    | –                    | [ 1 ]                |
| 1979 | 19.ª                 |                      | •                    | •                    | •                    | –                    | –                    | –                    | –                    | –                    | [ 1 ]                |
| 1980 | 20.ª                 |                      | •                    | •                    | •                    | –                    | –                    | –                    | –                    | –                    | [ 1 ]                |
| 1981 | 21.ª                 |                      | •                    | •                    | •                    | –                    | –                    | –                    | –                    | –                    | [ 1 ]                |
| 1982 | 22.ª                 |                      | •                    | •                    | •                    | –                    | –                    | –                    | –                    | –                    | [ 1 ]                |
| 1983 | 23.ª                 |                      | •                    | •                    | •                    | –                    | –                    | –                    | –                    | –                    | [ 1 ]                |
| 1984 | 24.ª                 |                      | •                    | •                    | •                    | –                    | –                    | –                    | –                    | –                    | [ 1 ]                |
| 1985 | 25.ª                 |                      | –                    | –                    | –                    | –                    | •                    | •                    | •                    | –                    | [ 1 ]                |
| 1986 | 26.ª                 |                      | –                    | –                    | –                    | –                    | •                    | •                    | •                    | –                    | [ 1 ]                |
| 1987 | 27.ª                 |                      | –                    | –                    | –                    | –                    | •                    | •                    | •                    | –                    | [ 1 ]                |
| 1988 | 28.ª                 |                      | –                    | –                    | –                    | –                    | •                    | •                    | •                    | –                    | [ 1 ]                |
| 1989 | 29.ª                 |                      | –                    | –                    | –                    | –                    | •                    | •                    | •                    | –                    | [ 1 ]                |
| 1990 | 30.ª                 |                      | –                    | –                    | –                    | –                    | •                    | •                    | –                    | –                    | [ 1 ]                |
| 1991 | 31.ª                 |                      | –                    | –                    | –                    | –                    | •                    | •                    | •                    | •                    | [ 1 ]                |
| 1992 | 32.ª                 |                      | –                    | –                    | –                    | –                    | •                    | •                    | •                    | •                    | [ 1 ]                |
| 1993 | 33.ª                 |                      | –                    | –                    | –                    | –                    | •                    | •                    | •                    | •                    | [ 1 ]                |
| 1994 | 34.ª                 |                      | –                    | –                    | –                    | –                    | •                    | •                    | •                    | •                    | [ 1 ]                |
| 1995 | 35.ª                 |                      | –                    | –                    | –                    | –                    | •                    | •                    | •                    | •                    | [ 1 ]                |
| 1996 | 36.ª                 | Chemnitz             | –                    | –                    | –                    | –                    | •                    | •                    | •                    | •                    | [ 2 ]                |
| 1997 | 37.ª                 | Chemnitz             | –                    | –                    | –                    | –                    | •                    | •                    | •                    | •                    | [ 3 ]                |
| 1998 | 38.ª                 | Chemnitz             | –                    | –                    | –                    | –                    | •                    | •                    | •                    | •                    | [ 4 ]                |
| 1999 | Não houve competição | Não houve competição | Não houve competição | Não houve competição | Não houve competição | Não houve competição | Não houve competição | Não houve competição | Não houve competição | Não houve competição | Não houve competição |
| 2000 | 39.ª                 | Chemnitz             | –                    | –                    | –                    | –                    | •                    | •                    | •                    | •                    | [ 5 ]                |
| 2001 | Não houve competição | Não houve competição | Não houve competição | Não houve competição | Não houve competição | Não houve competição | Não houve competição | Não houve competição | Não houve competição | Não houve competição | Não houve competição |
| 2002 | 40.ª                 | Chemnitz             | –                    | –                    | –                    | –                    | •                    | •                    | •                    | •                    | [ 6 ]                |
| 2003 | Não houve competição | Não houve competição | Não houve competição | Não houve competição | Não houve competição | Não houve competição | Não houve competição | Não houve competição | Não houve competição | Não houve competição | Não houve competição |
| 2004 | 41.ª                 | Chemnitz             | –                    | –                    | –                    | –                    | •                    | •                    | •                    | •                    | [ 7 ]                |
| 2005 | Não houve competição | Não houve competição | Não houve competição | Não houve competição | Não houve competição | Não houve competição | Não houve competição | Não houve competição | Não houve competição | Não houve competição | Não houve competição |
| 2006 | Não houve competição | Não houve competição | Não houve competição | Não houve competição | Não houve competição | Não houve competição | Não houve competição | Não houve competição | Não houve competição | Não houve competição | Não houve competição |
| 2007 | 42.ª                 | Chemnitz             | –                    | –                    | –                    | –                    | •                    | •                    | •                    | •                    | [ 8 ]                |
| 2008 | Não houve competição | Não houve competição | Não houve competição | Não houve competição | Não houve competição | Não houve competição | Não houve competição | Não houve competição | Não houve competição | Não houve competição | Não houve competição |
| 2009 | 43.ª                 | Dresden              | –                    | –                    | –                    | –                    | •                    | •                    | •                    | •                    | [ 9 ]                |
| 2010 | 44.ª                 | Chemnitz             | –                    | –                    | –                    | –                    | •                    | •                    | •                    | •                    | [ 10 ]               |
| 2011 | Não houve competição | Não houve competição | Não houve competição | Não houve competição | Não houve competição | Não houve competição | Não houve competição | Não houve competição | Não houve competição | Não houve competição | Não houve competição |
| 2012 | 45.ª                 | Chemnitz             | –                    | –                    | –                    | –                    | •                    | •                    | •                    | •                    | [ 11 ]               |
| 2013 | Não houve competição | Não houve competição | Não houve competição | Não houve competição | Não houve competição | Não houve competição | Não houve competição | Não houve competição | Não houve competição | Não houve competição | Não houve competição |
| 2014 | 46.ª                 | Dresden              | –                    | –                    | –                    | –                    | •                    | •                    | •                    | •                    | [ 12 ]               |
| 2015 | Não houve competição | Não houve competição | Não houve competição | Não houve competição | Não houve competição | Não houve competição | Não houve competição | Não houve competição | Não houve competição | Não houve competição | Não houve competição |
| 2016 | 47.ª                 | Dresden              | –                    | –                    | –                    | –                    | •                    | •                    | •                    | •                    | [ 13 ]               |

Legenda
- Parte do Grand Prix ISU Júnior
- –  Evento não disputado neste ano

## Lista de medalhistas

### Sênior

#### Individual masculino
| Evento | Ouro                                | Prata                             | Bronze |
| 1961   | Bodo Bockenauer · Alemanha Oriental |                                   |        |
| 1962   | Bodo Bockenauer · Alemanha Oriental |                                   |        |
| 1963   | Ralph Borghard · Alemanha Oriental  |                                   |        |
| 1964   | Robert Dureville · França           |                                   |        |
| 1965   | Günter Zöller · Alemanha Oriental   |                                   |        |
| 1966   | Günter Zöller · Alemanha Oriental   |                                   |        |
| 1967   | Günter Zöller · Alemanha Oriental   |                                   |        |
| 1968   | Günter Zöller · Alemanha Oriental   |                                   |        |
| 1969   | Günter Zöller · Alemanha Oriental   |                                   |        |
| 1970   | Jan Hoffmann · Alemanha Oriental    |                                   |        |
| 1971   | Jan Hoffmann · Alemanha Oriental    |                                   |        |
| 1972   | Jan Hoffmann · Alemanha Oriental    |                                   |        |
| 1973   | Jan Hoffmann · Alemanha Oriental    |                                   |        |
| 1974   | Konstantin Kokora · União Soviética |                                   |        |
| 1975   | Jan Hoffmann · Alemanha Oriental    |                                   |        |
| 1976   | Konstantin Kokora · União Soviética | Mario Liebers · Alemanha Oriental |        |
| 1977   | Mario Liebers · Alemanha Oriental   |                                   |        |
| 1978   | Hermann Schulz · Alemanha Oriental  |                                   |        |
| 1979   | Jan Hoffmann · Alemanha Oriental    |                                   |        |
| 1980   | Grzegorz Głowania · Polónia         |                                   |        |
| 1981   | Alexander König · Alemanha Oriental |                                   |        |
| 1982   | Falko Kirsten · Alemanha Oriental   |                                   |        |
| 1983   | Boris Uspenski · União Soviética    |                                   |        |
| 1984   | Vladimir Petrenko · União Soviética |                                   |        |

#### Individual feminino
| Evento | Ouro                                  | Prata                                | Bronze                                 |
| 1961   | Gabriele Seyfert · Alemanha Oriental  |                                      |                                        |
| 1962   | Eva Grožajová · Tchecoslováquia       | Gabriele Seyfert · Alemanha Oriental | Heidemarie Steiner · Alemanha Oriental |
| 1963   | Gabriele Seyfert · Alemanha Oriental  |                                      |                                        |
| 1964   | Gabriele Seyfert · Alemanha Oriental  |                                      |                                        |
| 1965   | Gabriele Seyfert · Alemanha Oriental  |                                      |                                        |
| 1966   | Gabriele Seyfert · Alemanha Oriental  |                                      |                                        |
| 1967   | Beate Richter · Alemanha Oriental     |                                      |                                        |
| 1968   | Sonja Morgenstern · Alemanha Oriental |                                      |                                        |
| 1969   | Sonja Morgenstern · Alemanha Oriental |                                      |                                        |
| 1970   | Sonja Morgenstern · Alemanha Oriental |                                      |                                        |
| 1971   | Christine Errath · Alemanha Oriental  |                                      |                                        |
| 1972   | Christine Errath · Alemanha Oriental  |                                      |                                        |
| 1973   | Christine Errath · Alemanha Oriental  |                                      |                                        |
| 1974   | Christine Errath · Alemanha Oriental  |                                      |                                        |
| 1975   | Christine Errath · Alemanha Oriental  |                                      |                                        |
| 1976   | Anett Pötzsch · Alemanha Oriental     |                                      |                                        |
| 1977   | Natalia Strelkova · União Soviética   |                                      |                                        |
| 1978   | Katarina Witt · Alemanha Oriental     |                                      |                                        |
| 1979   | Anett Pötzsch · Alemanha Oriental     |                                      |                                        |
| 1980   | Anett Pötzsch · Alemanha Oriental     |                                      |                                        |
| 1981   | Katarina Witt · Alemanha Oriental     |                                      |                                        |
| 1982   | Janina Wirth · Alemanha Oriental      |                                      |                                        |
| 1983   | Janina Wirth · Alemanha Oriental      |                                      |                                        |
| 1984   | Inga Gauter · Alemanha Oriental       |                                      |                                        |

#### Duplas
| Evento | Ouro                                                          | Prata                                               | Bronze                                            |
| 1961   | Renate Rössler · Klaus Wasserfuhr · Alemanha Oriental         |                                                     |                                                   |
| 1962   | Irene Müller · Hans Georg Dallmer · Alemanha Oriental         |                                                     |                                                   |
| 1963   | Brigitte Wokoeck · Heinz-Ulrich Walther · Alemanha Oriental   |                                                     |                                                   |
| 1964   | Irene Müller · Hans Georg Dallmer · Alemanha Oriental         |                                                     |                                                   |
| 1965   | Heidemarie Steiner · Heinz-Ulrich Walther · Alemanha Oriental |                                                     |                                                   |
| 1966   | Heidemarie Steiner · Heinz-Ulrich Walther · Alemanha Oriental |                                                     |                                                   |
| 1967   | Heidemarie Steiner · Heinz-Ulrich Walther · Alemanha Oriental |                                                     |                                                   |
| 1968   | Ludmila Suslina · Alexander Tikhomirov · União Soviética      |                                                     |                                                   |
| 1969   | Lyudmila Smirnova · Andrei Suraikin · União Soviética         |                                                     |                                                   |
| 1970   | Manuela Groß · Uwe Kagelmann · Alemanha Oriental              |                                                     |                                                   |
| 1971   | Marlies Radunski · Rolf Österreich · Alemanha Oriental        |                                                     |                                                   |
| 1972   | Manuela Groß · Uwe Kagelmann · Alemanha Oriental              |                                                     |                                                   |
| 1973   | Manuela Groß · Uwe Kagelmann · Alemanha Oriental              |                                                     |                                                   |
| 1974   | Romy Kermer · Rolf Österreich · Alemanha Oriental             |                                                     |                                                   |
| 1975   | Manuela Groß · Uwe Kagelmann · Alemanha Oriental              |                                                     |                                                   |
| 1976   | Katja Schubert · Knut Schubert · Alemanha Oriental            |                                                     |                                                   |
| 1977   | Manuela Mager · Uwe Bewersdorff · Alemanha Oriental           |                                                     |                                                   |
| 1978   | Sabine Baeß · Tassilo Thierbach · Alemanha Oriental           |                                                     |                                                   |
| 1979   | Sabine Baeß · Tassilo Thierbach · Alemanha Oriental           |                                                     |                                                   |
| 1980   | Inna Volianskaya · Valeri Spiridonov · União Soviética        |                                                     |                                                   |
| 1981   | Birgit Lorenz · Knut Schubert · Alemanha Oriental             | Elena Kashinzeva · Alexei Pagodin · União Soviética | Elena Bechke · Valery Kornienko · União Soviética |
| 1982   | Birgit Lorenz · Knut Schubert · Alemanha Oriental             |                                                     |                                                   |
| 1983   | Birgit Lorenz · Knut Schubert · Alemanha Oriental             |                                                     |                                                   |
| 1984   | Irina Mironenko · Dmitri Shkidchenko · União Soviética        |                                                     |                                                   |

#### Dança no gelo
| Evento     | Ouro                                                      | Prata                              | Bronze                             |
| 1961       | Não houve disputa de dança no gelo                        | Não houve disputa de dança no gelo | Não houve disputa de dança no gelo |
| 1962       | Eva-Maria Reuter · Bernd Egert · Alemanha Oriental        |                                    |                                    |
| 1963       | Annerose Baier · Eberhard Rüger · Alemanha Oriental       |                                    |                                    |
| 1964       | György Korda · Pál Vásárhelyi · Hungria                   |                                    |                                    |
| 1965       | Annerose Baier · Eberhard Rüger · Alemanha Oriental       |                                    |                                    |
| 1966       | Annerose Baier · Eberhard Rüger · Alemanha Oriental       |                                    |                                    |
| 1967       | Lyudmila Pakhomova · Aleksandr Gorshkov · União Soviética |                                    |                                    |
| 1968       | Lyudmila Pakhomova · Aleksandr Gorshkov · União Soviética |                                    |                                    |
| 1969       | Lyudmila Pakhomova · Aleksandr Gorshkov · União Soviética |                                    |                                    |
| 1970– 1984 | Não houve disputa de dança no gelo                        | Não houve disputa de dança no gelo | Não houve disputa de dança no gelo |

### Júnior

#### Individual masculino
| Evento                   | Ouro                                     | Prata                             | Bronze                            |
| 1985                     | Vladimir Petrenko · União Soviética      |                                   |                                   |
| 1986                     | Yuri Tsimbaliuk · União Soviética        |                                   |                                   |
| 1987                     | Ronny Winkler · Alemanha Oriental        |                                   |                                   |
| 1988                     | Viacheslav Zagorodniuk · União Soviética |                                   |                                   |
| 1989                     | Mirko Eichhorn · Alemanha Oriental       |                                   |                                   |
| 1990                     | Dmitri Dmitrenko · União Soviética       |                                   |                                   |
| 1991                     | Konstantin Kostin · União Soviética      |                                   |                                   |
| 1992                     | Evgeni Pliuta · Ucrânia                  |                                   |                                   |
| 1993                     | Naoki Shigematsu · Japão                 |                                   |                                   |
| 1994                     | Gabriel Monnier · França                 |                                   |                                   |
| 1995                     | Alexei Yagudin · Rússia                  |                                   |                                   |
| Chemnitz 1996 (detalhes) | Evgeni Plushenko · Rússia                | Timothy Goebel · Estados Unidos   | Vincent Restencourt · França      |
| Chemnitz 1997 (detalhes) | Matthew Savoie · Estados Unidos          | Alexei Vasilevski · Rússia        | David Jaschke · Alemanha          |
| Chemnitz 1998 (detalhes) | Vincent Restencourt · França             | Stefan Lindemann · Alemanha       | Scott Smith · Estados Unidos      |
| 1999                     | Não houve competição                     | Não houve competição              | Não houve competição              |
| Chemnitz 2000 (detalhes) | Stanislav Timchenko · Rússia             | Evan Lysacek · Estados Unidos     | Maxime Duchemin · França          |
| 2001                     | Não houve competição                     | Não houve competição              | Não houve competição              |
| Chemnitz 2002 (detalhes) | Sergei Dobrin · Rússia                   | Tomáš Verner · República Tcheca   | Nicholas LaRoche · Estados Unidos |
| 2003                     | Não houve competição                     | Não houve competição              | Não houve competição              |
| Chemnitz 2004 (detalhes) | Jamal Othman · Suíça                     | Alexander Uspenski · Rússia       | Princeton Kwong · Estados Unidos  |
| 2005–2006                | Não houve competição                     | Não houve competição              | Não houve competição              |
| Chemnitz 2007 (detalhes) | Brandon Mroz · Estados Unidos            | Michal Březina · República Tcheca | Takahito Mura · Japão             |
| 2008                     | Não houve competição                     | Não houve competição              | Não houve competição              |
| Dresden 2009 (detalhes)  | Song Nan · China                         | Artur Gachinski · Rússia          | Gordei Gorshkov · Rússia          |
| Dresden 2010 (detalhes)  | Richard Dornbush · Estados Unidos        | Gordei Gorshkov · Rússia          | Ryuichi Kihara · Japão            |
| 2011                     | Não houve competição                     | Não houve competição              | Não houve competição              |
| Chemnitz 2012 (detalhes) | Maxim Kovtun · Rússia                    | Shoma Uno · Japão                 | Alexander Samarin · Rússia        |
| 2013                     | Não houve competição                     | Não houve competição              | Não houve competição              |
| Dresden 2014 (detalhes)  | Andrei Lazukin · Rússia                  | He Zhang · China                  | Yaroslav Paniot · Ucrânia         |
| 2015                     | Não houve competição                     | Não houve competição              | Não houve competição              |
| Dresden 2016 (detalhes)  | Cha Jun-hwan · Coreia do Sul             | Conrad Orzel · Canadá             | Mitsuki Sumoto · Japão            |

#### Individual feminino
| Evento                   | Ouro                                 | Prata                              | Bronze                        |
| 1985                     | Natalia Gorbenko · União Soviética   |                                    |                               |
| 1986                     | Inga Gauter · Alemanha Oriental      |                                    |                               |
| 1987                     | Carmen Preston · Canadá              |                                    |                               |
| 1988                     | Tanja Krienke · Alemanha Oriental    |                                    |                               |
| 1989                     | Robyn Petroskey · Estados Unidos     |                                    |                               |
| 1990                     | Maria Yerdzitskaya · União Soviética |                                    |                               |
| 1991                     | Anna Rechnio · Polónia               |                                    |                               |
| 1992                     | Tanja Szewczenko · Alemanha          |                                    |                               |
| 1993                     | Inna Zayets · Ucrânia                |                                    |                               |
| 1994                     | Tara Lipinski · Estados Unidos       |                                    |                               |
| 1995                     | Sydne Vogel · Estados Unidos         |                                    |                               |
| Chemnitz 1996 (detalhes) | Elena Pingacheva · Rússia            | Angela Nikodinov · Estados Unidos  | Veronika Dytrt · Alemanha     |
| Chemnitz 1997 (detalhes) | Amber Corwin · Estados Unidos        | Julia Soldatova · Rússia           | Sara Lindroos · Finlândia     |
| Chemnitz 1998 (detalhes) | Irina Nikolaeva · Rússia             | Anna Jurkiewicz · Polónia          | Sara Wheat · Estados Unidos   |
| 1999                     | Não houve competição                 | Não houve competição               | Não houve competição          |
| Chemnitz 2000 (detalhes) | Kristina Oblasova · Rússia           | Sara Wheat · Estados Unidos        | Tamara Dorofejev · Hungria    |
| 2001                     | Não houve competição                 | Não houve competição               | Não houve competição          |
| Chemnitz 2002 (detalhes) | Olga Naidenova · Rússia              | Adriana DeSanctis · Estados Unidos | Jenna McCorkell · Reino Unido |
| 2003                     | Não houve competição                 | Não houve competição               | Não houve competição          |
| Chemnitz 2004 (detalhes) | Kiira Korpi · Finlândia              | Danielle Kahle · Estados Unidos    | Katy Taylor · Estados Unidos  |
| 2005–2006                | Não houve competição                 | Não houve competição               | Não houve competição          |
| Chemnitz 2007 (detalhes) | Sarah Hecken · Alemanha              | Rachael Flatt · Estados Unidos     | Rumi Suizu · Japão            |
| 2008                     | Não houve competição                 | Não houve competição               | Não houve competição          |
| Dresden 2009 (detalhes)  | Kiri Baga · Estados Unidos           | Angela Maxwell · Estados Unidos    | Polina Agafonova · Rússia     |
| Dresden 2010 (detalhes)  | Elizaveta Tuktamysheva · Rússia      | Christina Gao · Estados Unidos     | Ira Vannut · Bélgica          |
| 2011                     | Não houve competição                 | Não houve competição               | Não houve competição          |
| Chemnitz 2012 (detalhes) | Anna Pogorilaya · Rússia             | Miyabi Oba · Japão                 | Maria Stavitskaia · Rússia    |
| 2013                     | Não houve competição                 | Não houve competição               | Não houve competição          |
| Dresden 2014 (detalhes)  | Wakaba Higuchi · Japão               | Elizabet Turzynbaeva · Cazaquistão | Alexandra Proklova · Rússia   |
| 2015                     | Não houve competição                 | Não houve competição               | Não houve competição          |
| Dresden 2016 (detalhes)  | Anastasiia Gubanova · Rússia         | Yuna Shiraiwa · Japão              | Lim Eun-soo · Coreia do Sul   |

#### Duplas
| Evento                   | Ouro                                                        | Prata                                            | Bronze                                                 |
| 1985                     | Antje Schramm · Jens Müller · Alemanha Oriental             |                                                  |                                                        |
| 1986                     | Mandy Hannebauer · Marno Kreft · Alemanha Oriental          |                                                  |                                                        |
| 1987                     | Inna Svetacheva · Vladimir Chagov · União Soviética         |                                                  |                                                        |
| 1988                     | Elena Nikonova · Nikolai Apter · União Soviética            |                                                  |                                                        |
| 1989                     | Elena Vlasenko · Sergei Ostriy · União Soviética            |                                                  |                                                        |
| 1990                     |                                                             |                                                  |                                                        |
| 1991                     | Natalia Krestianinova · Alexei Torchinski · União Soviética |                                                  |                                                        |
| 1992                     | Inga Korshunova · Dmitri Saveliev · Rússia                  |                                                  |                                                        |
| 1993                     | Silvia Dimitrov · Rico Rex · Alemanha                       |                                                  |                                                        |
| 1994                     | Danielle Hartsell · Steve Hartsell · Estados Unidos         |                                                  |                                                        |
| 1995                     | Irina Maslennikova · Konstantin Krasnenkov · Rússia         |                                                  |                                                        |
| Chemnitz 1996 (detalhes) | Maria Petrova · Teimuraz Pulin · Rússia                     | Victoria Maxiuta · Vladislav Zhovnirski · Rússia | Sabrina Lefrançois · Nicolas Osseland · França         |
| Chemnitz 1997 (detalhes) | Natalie Vlandis · Jered Guzman · Estados Unidos             | Julia Obertas · Dmitri Palamarchuk · Ucrânia     | Svetlana Nikolaeva · Alexei Sokolov · Rússia           |
| Chemnitz 1998 (detalhes) | Victoria Maxiuta · Vladislav Zhovnirski · Rússia            | Laura Handy · J. Paul Binnebose · Estados Unidos | Alena Maltseva · Oleg Popov · Rússia                   |
| 1999                     | Não houve competição                                        | Não houve competição                             | Não houve competição                                   |
| Chemnitz 2000 (detalhes) | Amanda Magarian · Jered Guzman · Estados Unidos             | Svetlana Nikolaeva · Pavel Lebedev · Rússia      | Julia Shapiro · Dmitri Khromin · Rússia                |
| 2001                     | Não houve competição                                        | Não houve competição                             | Não houve competição                                   |
| Chemnitz 2002 (detalhes) | Jessica Dubé · Samuel Tetrault · Canadá                     | Maria Mukhortova · Pavel Lebedev · Rússia        | Tiffany Stiegler · Johnnie Stiegler · Estados Unidos   |
| 2003                     | Não houve competição                                        | Não houve competição                             | Não houve competição                                   |
| Chemnitz 2004 (detalhes) | Maria Mukhortova · Maxim Trankov · Rússia                   | Brittany Vise · Nicholas Kole · Estados Unidos   | Angelika Pylkina · Niklas Hogner · Suécia              |
| 2005–2006                | Não houve competição                                        | Não houve competição                             | Não houve competição                                   |
| Chemnitz 2007 (detalhes) | Jessica Rose Paetsch · Jon Nuss · Estados Unidos            | Vera Bazarova · Yuri Larionov · Rússia           | Ksenia Krasilnikova · Konstantin Bezmaternikh · Rússia |
| 2008                     | Não houve competição                                        | Não houve competição                             | Não houve competição                                   |
| Dresden 2009 (detalhes)  | Sui Wenjing · Han Cong · China                              | Zhang Yue · Wang Lei · China                     | Britney Simpson · Nathan Miller · Estados Unidos       |
| Dresden 2010 (detalhes)  | Sui Wenjing · Han Cong · China                              | Narumi Takahashi · Mervin Tran · Japão           | Anna Silaeva · Artur Minchuk · Rússia                  |
| 2011                     | Não houve competição                                        | Não houve competição                             | Não houve competição                                   |
| Chemnitz 2012 (detalhes) | Lina Fedorova · Maxim Miroshkin · Rússia                    | Maria Vigalova · Egor Zakroev · Rússia           | Brittany Jones · Ian Beharry · Canadá                  |
| 2013                     | Não houve competição                                        | Não houve competição                             | Não houve competição                                   |
| Dresden 2014 (detalhes)  | Julianne Seguin · Charlie Bilodeau · Canadá                 | Lina Fedorova · Maxim Miroshkin · Rússia         | Chelsea Liu · Brian Johnson · Estados Unidos           |
| 2015                     | Não houve competição                                        | Não houve competição                             | Não houve competição                                   |
| Dresden 2016 (detalhes)  | Anastasia Mishina · Vladislav Mirzoev · Rússia              | Anna Dušková · Martin Bidař · República Tcheca   | Alina Ustimkina · Nikita Volodin · Rússia              |

#### Dança no gelo
| Evento                   | Ouro                                                 | Prata                                                | Bronze                                              |
| 1985–1990                | Não houve disputa de dança no gelo                   | Não houve disputa de dança no gelo                   | Não houve disputa de dança no gelo                  |
| 1991                     | Elena Grushina · Ruslan Goncharov · União Soviética  |                                                      |                                                     |
| 1992                     | Olga Sharutenko · Dmitri Naumkin · Rússia            |                                                      |                                                     |
| 1993                     | Karina Martirossian · Alexander Poddubskiy · Ucrânia |                                                      |                                                     |
| 1994                     | Olga Sharutenko · Dmitri Naumkin · Rússia            |                                                      |                                                     |
| 1995                     | Ekaterina Davydova · Roman Kostomarov · Rússia       |                                                      |                                                     |
| Chemnitz 1996 (detalhes) | Nina Ulanova · Michail Stifunin · Rússia             | Agata Błażowska · Marcin Kozubek · Polônia           | Jessica Joseph · Charles Butler · Estados Unidos    |
| Chemnitz 1997 (detalhes) | Oksana Potdykova · Denis Petukhov · Rússia           | Federica Faiella · Luciano Milo · Itália             | Jamie Silverstein · Justin Pekarek · Estados Unidos |
| Chemnitz 1998 (detalhes) | Jamie Silverstein · Justin Pekarek · Estados Unidos  | Federica Faiella · Luciano Milo · Itália             | Tatiana Kurkudym · Juri Kocherzhenko · Ucrânia      |
| 1999                     | Não houve competição                                 | Não houve competição                                 | Não houve competição                                |
| Chemnitz 2000 (detalhes) | Tanith Belbin · Benjamin Agosto · Estados Unidos     | Miriam Steinel · Vladimir Tsvetkov · Alemanha        | Elena Romanovskaya · Alexander Grachev · Rússia     |
| 2001                     | Não houve competição                                 | Não houve competição                                 | Não houve competição                                |
| Chemnitz 2002 (detalhes) | Nóra Hoffmann · Attila Elek · Hungria                | Mariana Kozlova · Sergei Baranov · Ucrânia           | Alexandra Zaretski · Roman Zaretski · Israel        |
| 2003                     | Não houve competição                                 | Não houve competição                                 | Não houve competição                                |
| Chemnitz 2004 (detalhes) | Natalia Mikhailova · Arkadi Sergeev · Rússia         | Camilla Pistorello · Luca Lanotte · Itália           | Alexandra Zaretsky · Roman Zaretsky · Israel        |
| 2005–2006                | Não houve competição                                 | Não houve competição                                 | Não houve competição                                |
| Chemnitz 2007 (detalhes) | Kristina Gorshkova · Vitali Butikov · Rússia         | Ekaterina Riazanova · Jonathan Guerreiro · Rússia    | Madison Chock · Greg Zuerlein · Estados Unidos      |
| 2008                     | Não houve competição                                 | Não houve competição                                 | Não houve competição                                |
| Dresden 2009 (detalhes)  | Ekaterina Pushkash · Jonathan Guerreiro · Rússia     | Lorenza Alessandrini · Simone Vaturi · Itália        | Piper Gilles · Zachary Donohue · Estados Unidos     |
| Dresden 2010 (detalhes)  | Evgenia Kosigina · Nikolai Moroshkin · Rússia        | Marina Antipova · Artem Kudashev · Rússia            | Charlotte Lichtman · Dean Copely · Estados Unidos   |
| 2011                     | Não houve competição                                 | Não houve competição                                 | Não houve competição                                |
| Chemnitz 2012 (detalhes) | Alexandra Stepanova · Ivan Bukin · Rússia            | Kaitlin Hawayek · Jean-Luc Baker · Estados Unidos    | Daria Morozova · Mikhail Zhirnov · Rússia           |
| 2013                     | Não houve competição                                 | Não houve competição                                 | Não houve competição                                |
| Dresden 2014 (detalhes)  | Betina Popova · Yuri Vlasenko · Rússia               | Lorraine McNamara · Quinn Carpenter · Estados Unidos | Brianna Delmaestro · Timothy Lum · Canadá           |
| 2015                     | Não houve competição                                 | Não houve competição                                 | Não houve competição                                |
| Dresden 2016 (detalhes)  | Rachel Parsons · Michael Parsons · Estados Unidos    | Anastasia Shpilevaya · Grigory Smirnov · Rússia      | Arina Ushakova · Maxim Nekrasov · Rússia            |